# 大内尉義
大内 尉義（おおうち やすよし、1949年 -）は、日本の医師。東京大学名誉教授。専門は、老年医学。岡山県笠岡市出身。

## 人物
東京大学医学部医学科卒業後、医学部第3内科に入局する。その後、東京大学医学部老年科講師をへて同教授に就任する。教授の間、東京大学附属病院副院長、金沢医科大学客員教授等を務めた。

## 経歴
- 1949年 - 岡山県笠岡市で生まれる。
- 1967年 - 広島大学附属福山中学校・高等学校卒業
- 1973年 - 東京大学医学部卒業
- 1976年 - 東京大学医学部第3内科入局
- 1984年 - 東京大学医学部助手
- 1985年 - テネシー大学客員助教
- 1985年 - 医学博士(東京大学) 論文の題は「Characteristics of angiotensin 2 receptors and renin-like activity in the hypothalamus from DOCA-salt hypertensive rats (DOCA-Salt高血圧ラットにおける脳内アンジオテンシン2受容体およびレニン様活性についての検討)」[3]。
- 1986年 - 東京大学医学部老年科講師
- 1995年 - 東京大学大学院医学系研究科老年医学教授
- 2006年 - 東京大学附属病院副院長
- 2011年 - 東京大学保健・健康推進本部長

## その他等
- 日本老年医学会理事長
- 日本老年学会理事長
- 日本動脈硬化学会理事
- 日本認知症学会理事
- 日本Men’s Health 医学会副理事長
- 日本学術会議臨床医学委員会老化分科会副委員長